# Славський Лаз
Славський Лаз (словен. Slavski Laz) — поселення в общині Костел, регіон Південно-Східна Словенія, Словенія. Висота над рівнем моря: 222,6 м.